# Calodactylodes
Calodactylodes – rodzaj jaszczurek z rodziny gekonowatych (Gekkonidae).

## Zasięg występowania
Rodzaj obejmuje gatunki występujące endemicznie w Indiach.

## Systematyka

### Etymologia
- Calodactylus: gr. καλος kalos „piękny”[5]; δακτυλος daktulos „palec”[6].
- Calodactylodes: rodzaj Calodactylus Beddome, 1870; -οιδης -oidēs „przypominający”[7].

### Podział systematyczny
Do rodzaju należą następujące gatunki:
- Calodactylodes aureus (Beddome, 1870)
- Calodactylodes illingworthorum Deraniyagala, 1953